# Šoufek

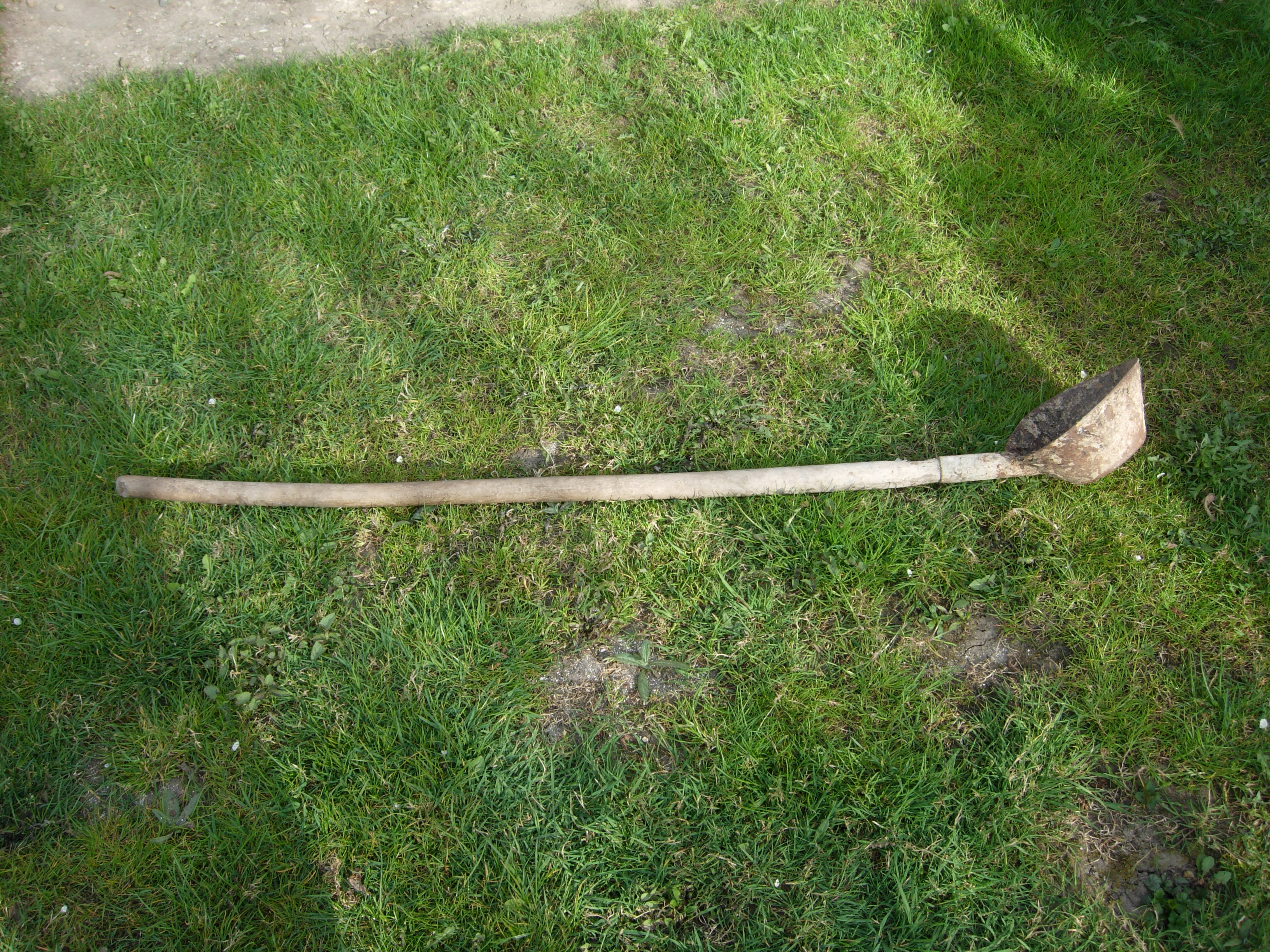
Šoufek

Šoufek (z německého Schöpfer, na Moravě žufan) je nástroj pro ruční vybírání tekutého obsahu septiku. 

## Popis a užití
Vzhledem připomíná šoufek velkou naběračku nebo malé vědro na dlouhé holi. Původně byly dřevěné, nověji kovové s plechovou tulejí pro uchycení dřevěné násady dlouhé 1 až 2 metry.
Kromě vybírání septiku se šoufky používají při ručních asfaltérských pracích, kdy se s jejich pomocí rozlévá tekutý asfalt (viz film Hej rup! Voskovce a Wericha). 

## Pivovarnický šoufek jako symbol pivovarnictví
Sladovnické cechy, které vznikaly od 15. století, užívaly jako symbol dvě zkřížená hřebla na obracení sladu při sušení. Ty byly někdy doplňovány vyobrazením dřevěné lopaty na přehazování sladu a pivovarnického šoufku na protahování kvasnic v kvasné kádi. Šoufek se tak objevoval na cechovních listinách, pečetích praporech apod. Pivovarnický šoufek se následně dostal i do novodobých znaků některých obcí.

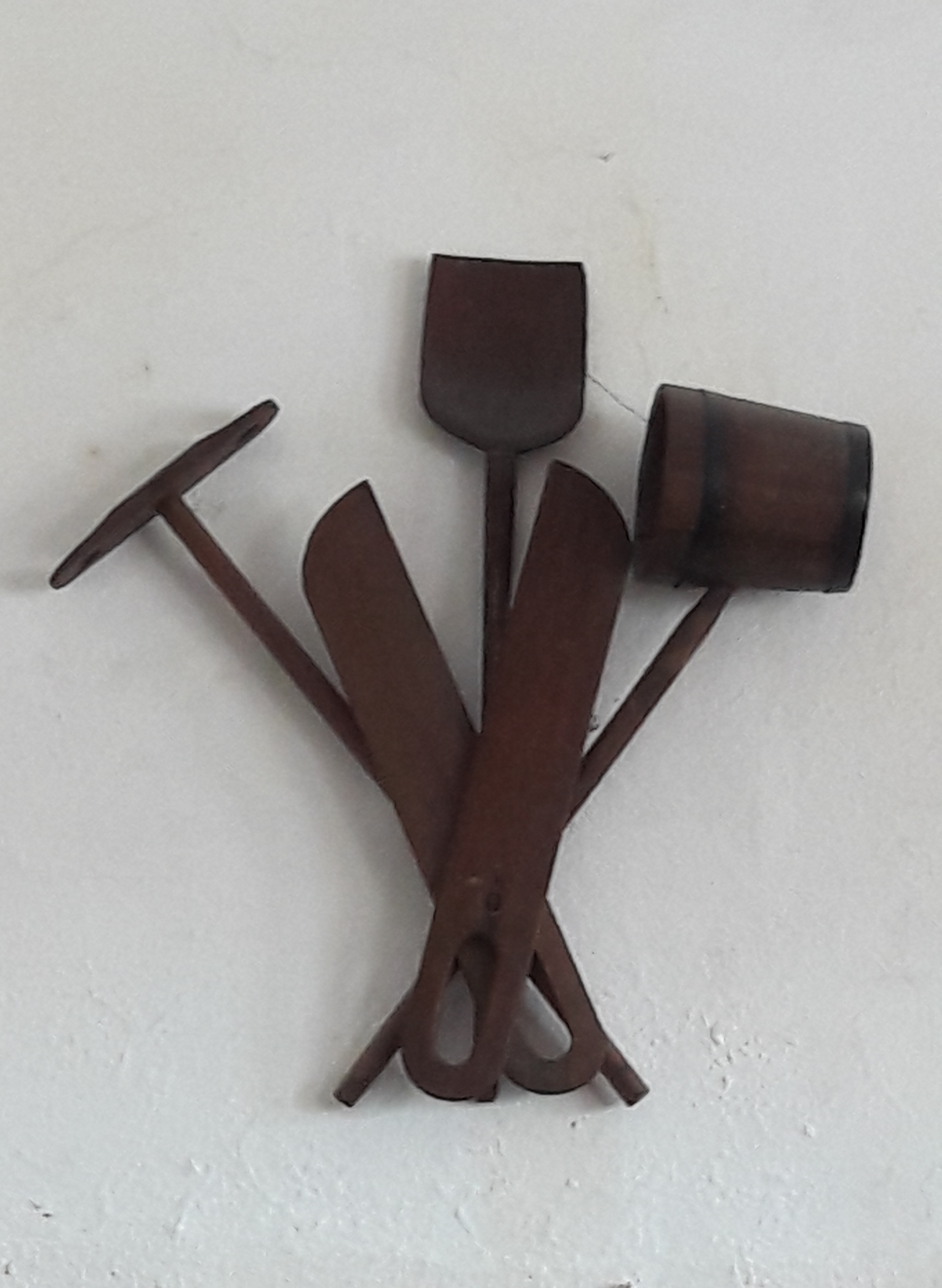
Pivovar Broumov, sladovnický a pivovarský znak
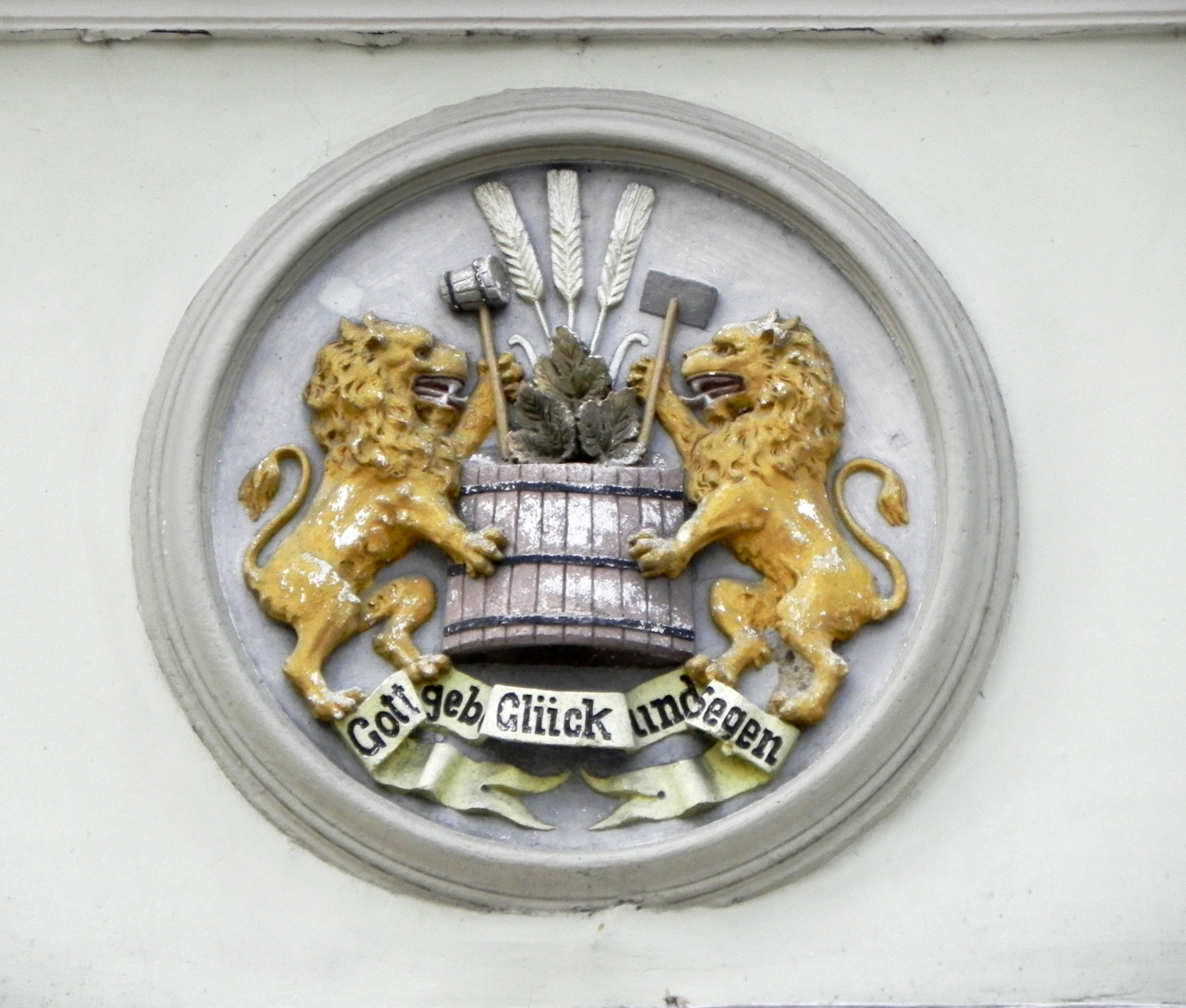
Duszniki-Zdrój, Polsko, znak bývalého pivovaru
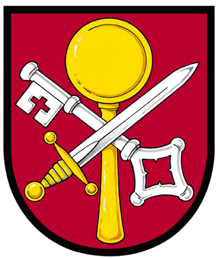
Znak obce Nová Říše
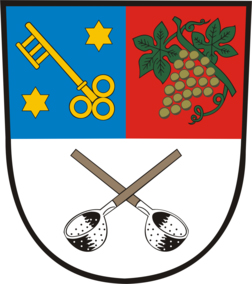
Znak obce Mikulovice (okres Znojmo)

## Jiné významy
- Malý šoufek, resp. mírně zkomolená zdrobnělina žufánek, šufánek, se jako nářeční prvek používá pomístně v některých oblastech ČR (východní Čechy, Morava) pro kuchyňskou naběračku.
- Slovo je také používáno přeneseně pro označení klamavých žertů (dělat si z někoho šoufky).[3]
- Příjmení Šoufek. Podle statistik zveřejňovaných Ministerstvem vnitra ČR bylo v květnu 2007 nositeli příjmení Šoufek/Šoufková 64 žen a 59 mužů.
- Šoufek (šouf) bylo zastaralé označení drobné mince šestáku.[4]